# Jordulv
Jordulven (Proteles cristatus) er et dyr i hyænefamilien. Dyret er det eneste medlem af slægten proteles. Den når en længde på 67 cm og har en hale på 24 cm og vejer 9 kg. Dyret lever i det østlige Afrika samt i Sydafrika.